# Dianela Joselina Pi Cedrés
Dianela Joselina Pi Cedrés ist eine uruguayische Berufsdiplomatin.

## Werdegang
Cedrés studierte von 1995 bis 1999 an der Fakultät für Rechts- und Sozialwissenschaften der Universität von Uruguay und erhielt einen Abschluss in Internationalen Beziehungen. Von 2000 bis 2002 war sie an der Diplomatischen Akademie des Artigas-Instituts für Auswärtige Dienste des uruguayischen Außenministeriums. Von Dezember 2017 bis August 2020 war sie stellvertretende Untergeneraldirektorin für politische Angelegenheiten und Direktorin für Menschenrechte und humanitäres Völkerrecht. Von Februar 2015 bis Dezember 2017 diente Cedrés als stellvertretende ständige Vertreterin der uruguayischen Mission bei den Vereinten Nationen in Genf. Es folgten die Posten der Direktorin für Menschenrechte und von 2010 bis 2012 der Generaldirektion für politische Angelegenheiten.
2004 wurde Cedrés Zweite Sekretärin, 2008 Erste Sekretärin, 2012 zur Counselor und 2016 Gesandter-Botschaftsrat.
2020 wurde Cedrés zur uruguayischen Botschafterin in Canberra (Australien) ernannt. Am 6. April 2022 übergab Cedrés ihre Zweitakkreditierung in Neuseeland, am 31. Mai 2023 an den Präsidenten Fidschis Wiliame Katonivere und am 19. Februar 2025 an den Osttimors Präsidenten José Ramos-Horta.
Cedrés ist außerdem Botschafterin in Samoa.